# ناسیونالیسم روش‌شناختی
ناسیونالیسم روش‌شناختی (به انگلیسی: Methodological nationalism) در علوم اجتماعی، جهت‌گیری و الگوی فکری در پژوهش های علمی است که دولت-ملت را تنها واحد تحلیل یا ظرفی برای فرآیندهای اجتماعی می‌داند. این مفهوم تا حد زیادی توسط آندریاس ویمر و نینا گلیک شیلر تعریف شد که به طور خاص آن را با چنین عنوانی در نظر می گیرند: فرض این که ملت/دولت/جامعه شکل طبیعی اجتماعی و سیاسی جهان مدرن است. ناسیونالیسم روش‌شناختی در بسیاری از زیرشاخه‌های علوم اجتماعی مانند انسان شناسی، جامعه‌شناسی و حوزه بین رشته‌ای مطالعات مهاجرت شناسایی شده‌است. ناسیونالیسم روش‌شناختی، به عنوان یک رویه در علوم اجتماعی، بیشتر توسط پژوهشگرانی مانند ساسکیا ساسن مورد انتقاد قرار گرفت که مدعی است دولت-ملت و مرزهای آن یک واحد تحلیلی کافی نیستند و گاهی امر ملی، «زمین‌های جهان» است.

## سه نوع ناسیونالیسم روش‌شناختی
به گفته آندریاس ویمر و نینا گلیک شیلر، سه نوع ناسیونالیسم روش‌شناختی در دانش پژوهی علوم اجتماعی وجود دارد: نادیده گرفتن یا ندیدن اهمیت ناسیونالیسم برای جوامع مدرن، تابعیت، و تحدبد مطالعات به مرزهای ژئوپلیتیکی یک دولت-ملت خاص. این انواع ممکن است همزمان یا جداگانه رخ دهند. هنگامی که آنها همزمان رخ می دهند، ممکن است یکدیگر را تقویت کنند.

## ملی‌گرایی روش‌شناختی و مطالعات مهاجرت
ناسیونالیسم روش‌شناختی و تصور آن از دولت-ملت جزء روش‌شناسی های معاصر و تاریخی در مطالعات مهاجرت بوده است، تا آنجا که برخی مطالعات به آن پایبند بوده یا از مبانی نظری آن فاصله گرفته است. این پایبندی در مطالعات متعدد مورد تایید یا انتقاد قرار گرفته است. 
علاوه بر این، رواج تاریخی ناسیونالیسم روش شناختی در علوم اجتماعی توسط پژوهشگران مورد بررسی قرار گرفته است که استدلال می‌کند که بسیاری از نوشته‌های سده گذشته درباره جهانی‌شدن، «نقد مفهومی لازم از ناسیونالیسم روش‌شناختی را با ادعای تجربی کاهش ارتباط دولت-ملت در هم آمیخته‌اند».
از سوی دیگر، پژوهش در مورد فراملی‌گرایی و مهاجران نمونه‌های معاصری از واگرایی و انتقاد از ناسیونالیسم روش‌شناختی به‌عنوان یک رویه پایدار در پژوهش دارد. مطالعات اخیر در مورد فراملیت گرایی دولت-ملت را به عنوان یک عامل در رابطه پیچیده با بسیاری از بازیگران جهانی درک کرده است. مطالعات مهاجرت که جامعه را فراتر از مرزهای ملی تصور می‌کنند، این پیوند بین دولت-ملت و جامعه را قطع می‌کنند.
تحقیقات در مورد مادری لاتینی فراملی، مسائل مربوط به دولت-ملت و نیز فراملیتی را مورد مذاکره قرار داده است. چارچوب‌های مفهومی هندسه‌های قدرت، موقعیت اجتماعی و مقیاس‌های جغرافیایی برای مقابله با گرایش تحلیلی به عقب‌نشینی از ناسیونالیسم روش‌شناختی قرار گرفته‌اند.
سایر تحقیقات علمی، مطالعات مهاجرت فراملی و چارچوب‌های مفهومی مانند استعمار قدرت را برای اجتناب از ناسیونالیسم روش‌شناختی و توضیح بهتر پدیده‌های فراملی متقاطع که تجربیات مهاجران را تشکیل می‌دهند و بهتر فرآیندهای مهاجرت فراملی را توضیح می‌دهد، ترکیب کرده‌است.